# Thyristor

Biểu diễn lớp của thyristor.

Thyristor hay Chỉnh lưu silic có điều khiển là phần tử bán dẫn cấu tạo từ bốn lớp bán dẫn, ví dụ như P-N-P-N, tạo ra ba lớp tiếp giáp P-N: J1,J2,J3. 
Thyristor có ba cực hoạt động là anode (A), cathode (K) và cực điều khiển (G) như được biểu diễn trong hình vẽ. Nó được dùng cho chỉnh lưu dòng điện có điều khiển .
General Electric gọi Thyristor là Silicon-controlled rectifier (SCR).

## Lịch sử nghiên cứu
Năm 1950, thyristor được đề xuất bởi William Shockley và bảo vệ bởi Moll cùng một số người khác ở phòng thí nghiệm Bell (Hoa Kỳ), được phát triển lần đầu bởi các kỹ sư năng lượng của General Electric (G.E) mà đứng đầu là Gordon Hall và thương mại hóa bởi Frank W. "Bill" Gutzwiller của General Electric năm 1957.

## Đặc tính Volt-Ampere của thyristor
Đặc tính Volt-Ampere của một thyristor gồm hai phần. Phần thứ nhất nằm trong góc phần tư thứ I của đồ thị Descartes, ứng với trường hợp điện áp Uak > 0, phần thứ hai nằm trong góc phần tư thứ III, gọi là đặc tính ngược, tương ứng với trường hợp Uak < 0.

### Không có dòng điện vào cực điều khiển (iG = 0)
Khi dòng điện vào cực điều khiển của thyristor bằng 0, hay khi hở mạch cực điều khiển, thyristor sẽ cản trở dòng điện ứng với cả hai trường hợp phân cực điện áp giữa anode và cathode. Khi điện áp Uak < 0 theo cấu tạo bán dẫn của thyristor hai tiếp giáp J1, J3 đều phân cực ngược, lớp tiếp giáp J2 phân cực thuận, như vậy thyristor sẽ giống như hai diode mắc nối tiếp bị phân cực ngược. Qua thyristor sẽ chỉ có một dòng điện rất nhỏ chạy qua, gọi là dòng rò. Khi Uak tăng đạt đến một giá trị điện áp lớn nhất sẽ xảy ra hiện tượng thyristor bị đánh thủng, dòng điện có thể tăng lên rất lớn. Giống như ở đoạn đặc tính ngược của diode quá trình đánh thủng là không thể đảo ngược được, nghĩa là thyristor đã bị hỏng.
Khi tăng điện áp anode-cathode theo chiều thuận, Uak > 0, lúc đầu cũng chỉ có một dòng điện rất nhỏ chạy qua, gọi là dòng rò. Điện trở tương đương mạch anode-cathode vẫn có giá trị rất lớn. Khi đó tiếp giáp J1, J3 phân cực thuận, J2 phân cực ngược. Cho đến khi Uak tăng đạt đến giá trị điện áp thuận lớn nhất sẽ xảy ra hiện tượng điện trở tương đương mạch anode-cathode đột ngột giảm, dòng điện có thể chạy qua thyristor và giá trị sẽ chỉ bị giới hạn bởi điện trở tải ở mạch ngoài. Nếu khi đó dòng qua thyristor có giá trị lớn hơn một mực dòng tối thiểu, gọi là dòng duy trì, Idt, thì khi đó thyristor sẽ dẫn dòng trên đường đặc tính thuận, giống như đường đặc tính thuận của diode.

### Có dòng điện vào cực điều khiển (iG > 0)
Nếu có dòng điều khiển đưa vào giữa cực điều khiển và cathode thì quá trình chuyển điểm làm việc trên đường đặc tính thuận sẽ xảy ra sớm hơn, trước khi điện áp thuận đạt giá trị lớn nhất. Nói chung nếu dòng điều khiển lớn hơn thì điểm chuyển đặc tính làm việc sẽ xảy ra với Uak nhỏ hơn.

## Mở, khóa thyristor

### Mở thyristor
Khi được phân cực thuận, Uak>0, thyristor có thể mở bằng hai cách. Thứ nhất, có thể tăng điện áp anode-cathode cho đến khi đạt đến giá trị điện áp thuận lớn nhất, Uth,max.Điện trở tương đương trong mạch anode-cathode sẽ giảm đột ngột và dòng qua thyristor sẽ hoàn toàn do mạch ngoài xác định. Phương pháp này trong thực tế không được áp dụng do nguyên nhân mở không mong muốn và không phải lúc nào cũng tăng được điện áp đến giá trị Uth,max. Hơn nữa như vậy xảy ra trường hợp thyristor tự mở ra dưới tác dụng của các xung điện áp tại một thời điểm ngẫu nhiên, không định trước.
Phương pháp thứ hai, được áp dụng trong thực tế, là đưa một xung dòng điện có giá trị nhất định vào các cực điều khiển và cathode. Xung dòng điện điều khiển sẽ chuyển trạng thái của thyristor từ trở kháng cao sang trở kháng thấp ở mức điện áp anode-cathode nhỏ. Khi đó nếu dòng qua anode-cathode lớn hơn một giá trị nhất định gọi là dòng duy trì (Idt) thyristor sẽ tiếp tục ở trong trạng thái mở dẫn dòng mà không cần đến sự tồn tại của xung dòng điều khiển. Điều này nghĩa là có thể điều khiển mở các thyristor bằng các xung dòng có độ rộng xung nhất định, do đó công suất của mạch điều khiển có thể là rất nhỏ, so với công suất của mạch lực mà thyristor là một phần tử đóng cắt, khống chế dòng điện.

## Các thông số cơ bản

### Giá trị dòng trung bình cho phép chạy qua thyristorIv,tb
Đây là giá trị dòng trung bình cho phép chạy qua thyristor với điều kiện nhiệt độ của cấu trúc tinh thể bán dẫn của thyristor không vượt quá một giá trị nhiệt độ cho phép. Trong thực tế, dòng điện cho phép chạy qua thyristor còn phụ thuộc vào điều kiện làm mát và môi trường. Có thể làm mát tự nhiên nhưng hiệu suất không cao, vì thế với yêu cầu cao hơn người ta làm mát cưỡng bức thyristor bằng quạt gió hoặc bằng nước, tuy nhiên điều này có thể khiến kích thước thiết bị tăng đáng kể, dùng cho các thiết bị có công suất lớn. Nói chung có thể lựa chọn dòng điện theo các điều kiện làm mát như sau
- Làm mát tự nhiên: dòng sử dụng cho phép tới một phần ba dòng cho phép Iv,tb.
- Làm mát cưỡng bức bằng quạt gió: dòng sử dụng cho phép bằng hai phần ba dòng cho phép Iv,tb.
- Làm mát cưỡng bức bằng nước: có thể sử dụng đến 100% dòng Iv,tb.

### Điện áp ngược cho phép lớn nhấtUng,max
Đây là giá trị điện áp ngược lớn nhất cho phép đặt lên thyristor. Trong các ứng dụng phải đảm bảo rằng tại bất kỳ thời điểm nào điện áp giữa anode và cathode Uak luôn nhỏ hơn hoặc bằng Ung,max. Ngoài ra phải đảm bảo một độ dự trữ nhất định về điện áp, nghĩa là Ung,max phải được chọn ít nhất là bằng 1,2 - 1,5 lần giá trị biên độ lớn nhất của điện áp trên sơ đồ.

### Thời gian phục hồi tính chất khóa của thyristorτ(μs)
Đây là thời gian tối thiểu phải đặt điện áp âm lên giữa anode và cathode của thyristor sau khi dòng anode-cathode đã về bằng không trước khi lại có thể có điện áp Uak dương mà thyristor vẫn khóa. τ là một thông số quan trọng của thyristor. Thông thường phải đảm bảo thời gian dành cho quá trình khóa phải bằng 1,5-2 lần τ.

### Tốc độ tăng điện áp cho phép dU/dt (V/μs)
Thiristor là một phần tử bán dẫn có điều khiển, có nghĩa là dù được phân cực thuận (Uak>0) nhưng vẫn phải có tín hiệu điều khiển thì nó mới cho phép dòng chạy qua. Khi thyristor phân cực thuận, phần lớn điện áp rơi trên lớp tiếp giáp J2 như hình vẽ.
Lớp tiếp giáp J2 bị phân cực ngược nên độ dày của nó mở ra, tạo ra vùng không gian nghèo điện tích, cản trở dòng điện chạy qua. Vùng không gian này có thể coi như một tụ diện có điện dung Cj2. Khi có điện áp biến thiên với tốc độ lớn, dòng điện của tụ có thể có giá trị đáng kể, đóng vai trò như dòng điều khiển. Kết quả là thyristor có thể mở ra khi chưa có tín hiệu điều khiển vào cực điều khiển G.
Tốc độ tăng điện áp là một thông số phân biệt thyristor tần số thấp với thyristor tần số cao. Ở thyristor tần số thấp, dU/dt vào khoảng 50 đến 200 V/μs còn với các thyristor tần số cao dU/dt có thể lên tới 500 đến 2000 V/μs.
(tham khảo...)

### Tốc độ tăng dòng cho phépdI/dt (A/μs)
Khi thyristor bắt đầu mở không phải mọi điểm trên tiết diện tinh thể bán dẫn của nó đều dẫn dòng đồng đều. Dòng điện sẽ chạy qua bắt đầu ở một vài điểm, gần với cực điều khiển nhất, sau đó sẽ lan tỏa dần sang các điểm khác trên toàn bộ tiết diện. Nếu tốc độ tăng dòng điện quá lớn có thể dẫn tới mật độ dòng điện ở các điểm dẫn ban đầu quá lớn, sự phát nhiệt cục bộ quá nhanh dẫn đến hỏng cục bộ, từ đó dẫn đến hỏng toàn bộ tiết diện tinh thể bán dẫn.
Tốc độ tăng dòng cho phép ở các thyristor tần số thấp vào khoảng 50÷100A/μs, với các thyristor tần số cao dI/dt vào khoảng 500÷2000A/μs. Trong các bộ biến đổi phải luôn có các biện pháp đảm bảo tốc độ tăng dòng dưới giá trị cho phép. Điều này đạt được nhờ mắc nối tiếp các phần tử bán dẫn với các điện kháng nhỏ, lõi không khí hoặc đơn giản hơn là các xuyến ferit lồng lên nhau. Các xuyến ferit rất phổ biến vì cấu tạo đơn giản, dễ thay đổi điện cảm bằng cách thay đổi số xuyến lồng lên thanh dẫn. Xuyến ferit còn có tính chất của cuộn cảm bão hòa, khi dòng qua thanh dẫn còn nhỏ điện kháng sẽ lớn để hạn chế tốc độ tăng dòng. Khi dòng đã lớn ferit bị bão hòa từ, điện cảm giảm gần như bằng không. Vì vậy cuộn kháng kiểu này không gây sụt áp trong chế độ dòng định mức chạy qua dây dẫn.

## Ứng dụng
Thyristor chủ yếu được sử dụng ở những ứng dụng yêu cầu điện áp và dòng điện lớn, và thường được sử dụng để điều khiển dòng xoay chiều AC (Alternating current), vì sự thay đổi cực tính của dòng điện khiến thiết bị có thể đóng một cách tự động(được biết như là quá trình Zero Cross-quá trình đóng cắt đầu ra tại lân cận điểm 0 của điện áp hình sin).